# (1901) Moravia
(1901) Moravia es un asteroide que forma parte del cinturón exterior de asteroides y fue descubierto el 14 de enero de 1972 por Luboš Kohoutek desde el observatorio de Hamburgo-Bergedorf, Alemania.

## Designación y nombre
Moravia se designó al principio como 1972 AD.
Posteriormente fue nombrado por Moravia, una región de Europa central, patria del descubridor.

## Características orbitales
Moravia está situado a una distancia media de 3,24 ua del Sol, pudiendo alejarse hasta 3,47 ua. Su inclinación orbital es 24,1° y la excentricidad 0,07081. Emplea 2131 días en completar una órbita alrededor del Sol.